# Tebaide (Paolo Uccello)
La Tebaide è un dipinto a tempera su tela (83x118 cm) di Paolo Uccello, databile al 1460 circa e conservato nella Galleria dell'Accademia a Firenze.

## Storia
Il dipinto, preveniente dal convento di San Giorgio dello Spirito Santo a Firenze, venne rinvenuto nei depositi degli Uffizi da Gamba, che lo attribuì alla scuola di Paolo Uccello, ricevendo poi l'appoggio di gran parte della critica. Altrettanto seguito ebbe anche l'attribuzione di Boeack, che lo assegnò direttamente al maestro. Roberto Longhi nel 1921 lo attribuì al Maestro del Trittico Carrand (Giovanni di Francesco del Cervelliera), seguito da Berenson, ma poi ripiegò su Paolo. Pudelko (1935) parlò di un Maestro di Karlsruhe e Salmi di un Maestro di Quarate, personalità che oggi si tendono ad identificare con fasi della produzione artistica dello stesso Paolo Uccello.
Tra le varie proposte di datazione, l'arco in cui oscillano va dal precoce 1420 circa di Boeck agli anni 1460-1470, oggi ritenuta tra le proposte più valide anche per i raffronti stilistici con la predella della Pala del Corpus Domini.

## Descrizione e stile
In un brullo paesaggio montano, composto da più unità spaziali (alcune grotte, una radura in un bosco, l'esterno di un convento e uno sperone roccioso) sono rappresentati vari episodi di santi monaci, non tutti chiaramente identificati. In alto al centro si vede San Francesco che riceve le stimmate dal crocifisso apparso in cielo, mentre il fedele Frate Leone veglia poco più indietro in un romitorio; sotto si trova un'ampia grotta in cui San Girolamo adora il crocifisso, riconoscibile per i tipici attributi del leone addomesticato, del cappello cardinalizio gettato in terra e della pietra con cui soleva battersi il petto; in basso a sinistra l'Apparizione della Vergine a san Bernardo di Chiaravalle, con il santo ritratto allo studio in uno scranno, la Vergine entro una mandorla di cherubini e serafini e, in basso, il diavolo che morde le sue catene; in primo piano a destra il capitolo con San Benedetto che predica ai suoi monaci, ambientato in una radura circondata da esilissimi alberelli e cipressi; poco a destra due monaci attraversano un ponticello e guardano in basso il fiume che scorre.
Altri episodi sono di minore immediatezza e rimandano comunque al tema della meditazione come percorso spirituale affinato tramite la preghiera. In alto a sinistra si vede un gruppo di flagellanti attorno a un crocifisso alle porte di un convento, dal quale escono un frate e due giovani. Poco sotto due monaci e una monaca in una grotta riflettono sulla morte e uno di loro scoppia in lacrime; accanto e sopra si vedono tre frati pellegrini che salgono una scala ricavata nella roccia fino al convento dei flagellanti, incontrando una grotta con un eremita all'interno; un altro frate, in primo piano al centro, si avvicina a un fiume con un bastone e una zappa, verso dove sta pascolando un asino imbastato. L'angolo in alto a destra è infine occupato da un ampio paesaggio a volo d'uccello, in cui si riconoscono un altro monastero con due monaci, una serie di campi coltivati (disposti geometricamente in prospettiva), e un borgo fortificato collegato a una rocca con alta torre. Il gorgo di nubi nel cielo venne usato dall'artista anche nel San Giorgio e il drago della National Gallery di Londra (1456 circa).
Parronchi rintracciò il modello iconografico nell'illustrazione del trattatello del XIII secolo detto De oculo morali di Pierre Lacepierre di Limoges, dove i problemi di ottica vengono interpretati come allegorie morali ad uso della vita dei religiosi. L'identificazione tradizionale con una Tebaide o Scene di vita eremitica sarebbe quindi incorretta. Dubbia è anche l'ipotesi di Pudelko (1935), secondo cui gli episodi rappresenterebbero i perduti affreschi di Paolo Uccello nel Convento degli Angeli, che però Vasari citava come rappresentanti le Storie di san Benedetto.
Nonostante le proposte di datazione piuttosto avanzata, la tela dimostra ancora numerosi arcaicismi, come gli esilissimi alberi e le figure allungate della tradizione gotica e con un'impaginazione spaziale non pienamente convincente, frammentata in più episodi raccordati in maniera piuttosto intuitiva, nonostante l'insistenza sulla prospettiva nel paesaggio.